# Elaine di Benoic
Elaine di Benoic (o Benwick) è un personaggio minore delle leggende arturiane. È la moglie di re Ban di Benoic e la madre di Lancillotto. Sua sorella Evaine è invece la moglie di Bors il Vecchio e la madre di Sir Bors il Giovane e Sir Lionel.
Suo marito muore di dolore quando il suo nemico Claudas attacca la sua città, ed Elaine abbandona il neonato Lancillotto, che viene preso dalla Dama del Lago, che lo alleva. Elaine vede suo figlio per la prima volta dopo molti anni, appena prima di morire.
Nella versione alternativa contenuta nel testo italiano Tavola Ritonda, la regina si chiama Gostanza, e muore di angoscia pochi giorni dopo la morte di Ban e la nascita prematura di Lancillotto.